# Botanophila trigemina
Botanophila trigemina är en tvåvingeart som först beskrevs av Willi Hennig 1970.  Botanophila trigemina ingår i släktet Botanophila och familjen blomsterflugor. Inga underarter finns listade i Catalogue of Life.